# 内尔维尔拉福雷
内尔维尔拉福雷（法語：Nerville-la-Forêt，法語發音：[nɛʁvil la fɔʁɛ] ⓘ）是法国法兰西岛大区瓦兹河谷省的一个市镇，属于蓬图瓦兹区。

## 地理
内尔维尔拉福雷（49°5'23"N, 2°16'44"E）面积6.68 平方千米，位于法国法蘭西島大區瓦兹河谷省，该省份为法国北部内陆省份，北起瓦兹省，西接厄尔省，南至塞纳-圣但尼省、上塞纳省和伊夫林省，东临塞纳-马恩省。
与内尔维尔拉福雷接壤的市镇（或旧市镇、城区）包括：普雷勒、利勒亚当、马夫利耶、蒙苏、维利耶亚当。

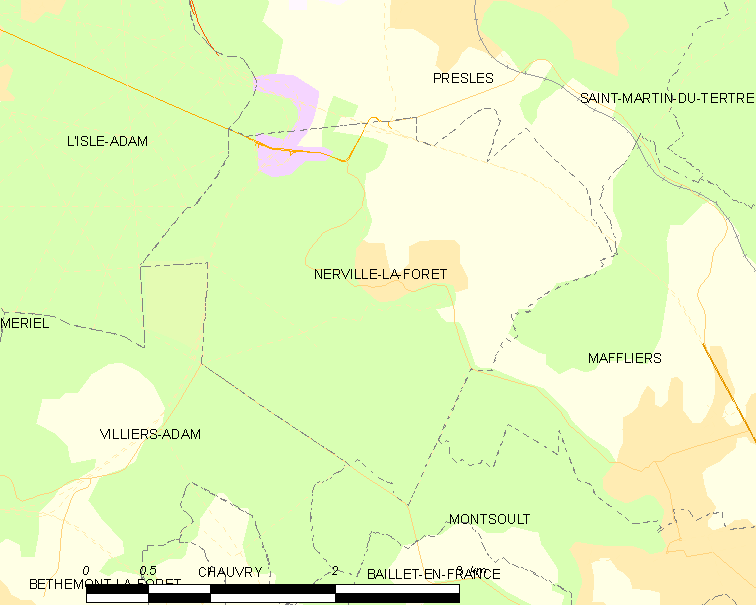
内尔维尔拉福雷的OSM定位图

内尔维尔拉福雷的时区为UTC+01:00、UTC+02:00（夏令时）。

## 行政
内尔维尔拉福雷的邮政编码为95590，INSEE市镇编码为95445。

## 政治
内尔维尔拉福雷所属的省级选区为利勒亚当县。

## 人口

1962-2008年间内尔维尔拉福雷人口变化图示

内尔维尔拉福雷于2022年1月1日时的人口数量为779人。